# Cabomina monicae
Cabomina monicae is een vlinder uit de familie wespvlinders (Sesiidae), onderfamilie Sesiinae.
Cabomina monicae is voor het eerst wetenschappelijk beschreven door de Freina in 2008. De soort komt voor in het Afrotropisch gebied.